# Pseudokroep
Pseudokroep (laryngitis subglottica of valse kroep) is een virale ontsteking van de bovenste luchtwegen, in de buurt van de stembanden. Meestal wordt deze infectie door een verkoudheid voorafgegaan.

## Voorkomen
De aandoening komt met name voor in de herfst en de winter, en bij kinderen vanaf ongeveer 1 tot  6 jaar, in zeldzame gevallen ook bij oudere kinderen en jongvolwassenen. De incidentie is ongeveer 30 per 1000 kinderen per jaar, met een piek in het tweede en derde levensjaar. Meestal treden de eerste symptomen van de ziekte 's avonds of 's nachts op.

## Symptomen
Door de ontsteking zwellen de slijmvliezen rondom de stembanden op. Daardoor wordt het inademen moeilijker en kan benauwdheid optreden. Het ademen gaat vaak gepaard met een gierend geluid (= inspiratoire stridor). Het stemgeluid is meestal hees. Ook kan een stevige blafhoest voorkomen. De lichaamstemperatuur is normaal, of hooguit 38 graden.
De aandoening kan tot twee weken aanhouden, vaak is het echter na 2 tot 3 dagen over. De gierende ademhaling is vaak binnen enkele uren alweer verdwenen. Een aanval van pseudokroep kan een keer voorkomen, of een aantal avonden achter elkaar.
De symptomen lijken op die van epiglottitis, hierbij treden echter doorgaans ook hoge koorts en kwijlen op. Bij het stellen van een diagnose zal de arts epiglottitis willen uitsluiten, aangezien dat onmiddellijk ingrijpen vereist.

## Verwante aandoeningen
Een verwante maar ernstiger aandoening is laryngotracheobronchitis, waarvan men spreekt wanneer naast het strottenhoofd ook het slijmvlies van luchtpijp en bronchiën is aangedaan.

## Behandeling
De beste behandeling is rustig afwachten en niets doen. Opwinding en huilen verergeren de ademhalingsmoeilijkheden. Eventueel kan iets te drinken worden gegeven dat de keel verzacht, bijvoorbeeld thee met honing (voor kinderen ouder dan een jaar). Warme, heldere dranken kunnen het slijm in de luchtwegen wat oplossen, wat de klachten enigszins verlicht. Ook wordt wel aangeraden te stomen, bijvoorbeeld door met het kind in de badkamer te gaan zitten en de hete douche te laten stromen. Het idee dat de zwelling in de keel wordt verminderd door vochtige lucht is door recent onderzoek niet bevestigd, de vochtige lucht kan echter wel de hoestprikkel verminderen. In ernstige gevallen kan een arts een steroïde geven, via een vernevelingsapparaat. Dit medicijn doet de zwelling van de larynx (het deel van de keel dat opgezwollen is) verminderen en zorgt er zo voor dat de luchtwegen wat meer openstaan. Ook kan adrenaline per vernevelaar worden toegediend. Zou er sprake zijn van levensbedreigende ademnood dan kan intubatie of tracheotomie noodzakelijk zijn.